# Troglopedetes machadoi
Troglopedetes machadoi is een springstaartensoort uit de familie van de Paronellidae. De wetenschappelijke naam van de soort is voor het eerst geldig gepubliceerd in 1946 door Delamare Debouttevilli.